# Meu Jardim Secreto
Meu Jardim Secreto: As Fantasias Sexuais das Mulheres (em inglês: My Secret Garden: Women’s Sexual Fantasies) é um livro de 1973 compilado por Nancy Friday, que coletou fantasias femininas por meio de cartas, fitas e entrevistas pessoais. Depois de incluir uma fantasia sexual feminina em um romance que ela enviou para publicação, seu editor se opôs e Friday arquivou o romance. Depois que outras mulheres começaram a escrever e falar sobre sexo publicamente, Friday começou a pensar em escrever um livro sobre fantasias sexuais femininas, primeiro coletando fantasias de suas amigas, e depois anunciando em jornais e revistas para obter mais informações. Ela organizou essas narrativas em "salas", e cada uma é identificada pelo primeiro nome da mulher, exceto o último capítulo, "notas estranhas", que é apresentado como os "pensamentos fugazes" de muitas mulheres anônimas. O livro revelou que as mulheres fantasiam, assim como os homens, e que o conteúdo das fantasias pode ser tão transgressivo, ou não, quanto o dos homens. O livro, a primeira compilação publicada de fantasias sexuais femininas, desafiou muitas noções previamente aceitas sobre a sexualidade feminina.
Meu Jardim Secreto vendeu pelo menos 2 milhões de cópias e foi traduzido para pelo menos 10 idiomas. Foi banido na Irlanda.
Uma sequência, Forbidden Flowers: More Women’s Sexual Fantasies, foi lançada em 1975.

## Conteúdos
Capítulo Um: O Poder das Fantasias
Capítulo Dois: Por que Fantasias?
- Frustração
- Insuficiência
- Melhoria sexual
- Preliminares
- Aprovação
- Exploração
- Iniciativa sexual
- Insaciabilidade
- Sonhos acordados
- Masturbação
- As lésbicas

Capítulo Três: Sobre o que as mulheres fantasiam?
- Anonimato
- A audiência
- Estupro
- Dor e masoquismo
- Dominação
- A sexualidade do terror
- A emoção do proibido
- Transformação
- A mãe terra
- Incesto
- O zoológico
- Homens negros
- Meninos jovens
- As fetichistas
- Outras mulheres
- Prostituição

Capítulo Quatro: As origens das fantasias das mulheres
- Infância
- Sons
- As mulheres se parecem
- Vendo e lendo
- Associações aleatórias

Capítulo Cinco: Culpa e Fantasia
- Culpa Feminina
- Ansiedade Masculina

Capítulo Seis: Fantasias aceitas
- Fantasias
- Fantasias que deveriam ser realidade
- Realizando fantasias
- Compartilhando fantasias

Capítulo Sete: Notas estranhas

## Peça teatral
Em 2009, o livro foi adaptado para uma peça teatral completa, Multiple O: Women on Top. O dramaturgo John Sable escolheu Women on Top (outro livro de Nancy Friday) como título da peça, em grande parte devido à sua conotação mais provocativa.